# Lövtjärnen, Hälsingland
Lövtjärnen är en sjö i Bollnäs kommun i Hälsingland och ingår i Testeboåns huvudavrinningsområde. Sjön har en area på 0,0919 kvadratkilometer och ligger 329,1 meter över havet.

## Delavrinningsområde
Lövtjärnen ingår i det delavrinningsområde (677639-151526) som SMHI kallar för Inloppet i Nybosjön. Medelhöjden är 355 meter över havet och ytan är 12,11 kvadratkilometer. Det finns inga avrinningsområden uppströms utan avrinningsområdet är högsta punkten. Svartån som avvattnar avrinningsområdet har biflödesordning 2, vilket innebär att vattnet flödar genom totalt 2 vattendrag innan det når havet efter 94 kilometer. Avrinningsområdet består mestadels av skog (89 procent). Avrinningsområdet har 0,09 kvadratkilometer vattenytor vilket ger det en sjöprocent på 0,8 procent.